# Ribbenkast
In de menselijke anatomie is de ribbenkast (ook wel borstkas of thorax genoemd) de insluitende structuur die gevormd wordt door de ribben en de beenderen waaraan zij zijn bevestigd. De ribbenkast omsluit de borstholte en heeft als functie ademhaling mogelijk te maken, longen en hart te beschermen tegen stomp trauma en tegelijk de bewegelijkheid van de rug niet te zeer in te perken. Door het samentrekken van de spieren verschuiven de ribben ten opzichte van elkaar. Omdat ze aan de achterkant aan de wervelkolom gewrichten vormen ontstaat zo een opwaartse beweging die de inhoud van de ribbenkast vergroot waardoor de lucht beter naar binnen stroomt tijdens de inademing. Bij ontspannen wordt de inhoud kleiner, en wordt lucht naar buiten geduwd.
Het skeletgedeelte bestaat uit twaalf borstwervels, twaalf paar ribben en het borstbeen (sternum), die tezamen de borstkas (thorax) vormen. Van de twaalf paar ribben zit het eerste paar bevestigd aan het manubrium, dit zijn ware ribben. De volgende zes paar hebben aan de voorkant een kraakbenige verbinding met het borstbeen, dit zijn eveneens ware ribben. De onderste vijf paar ribben, de zogenoemde valse en zwevende ribben, bereiken het borstbeen niet. De valse ribben zitten vast aan de ware ribben, de zwevende hangen onder de valse ribben.
Aan de achterkant zijn de ribben door middel van kleine gewrichten met de wervels verbonden. De ribben zijn zodoende beweeglijk, waardoor de inhoud van de borstkas groter of kleiner kan worden bij respectievelijk de in- en uitademing. De ribben en het borstbeen zijn voorbeelden van platte beenstukken en bevatten dus rood beenmerg. Voor onderzoek naar bloedziekten kan wat rood beenmerg worden aangezogen, bijvoorbeeld uit het borstbeen (sternumpunctie).
De borstholte is van binnen bekleed met een dun, dubbelwandig vlies dat tevens het hart en de longen bedekt. Dit vlies bestaat uit één laag platte cellen die iets vochtig zijn, zodat de twee vliezen gemakkelijk over elkaar kunnen glijden. Het borstvlies bekleedt de binnenkant van de borstholte (buitenste vlies) en het longvlies bekleedt de buitenkant van de longen (binnenste vlies). Beide vliezen gaan in elkaar over en vormen als het ware een zak waarin de long ligt.
In de borstholte bevinden zich ook nog de slokdarm en de grote bloedvaten die naar de buikholte gaan of ervandaan komen.